# La prima Angélica
La prima Angélica é um filme de drama espanhol de 1974 dirigido e escrito por Carlos Saura e Rafael Azcona. Foi selecionado como representante da Espanha à edição do Oscar 1975, organizada pela Academia de Artes e Ciências Cinematográficas.

## Elenco
- José Luis López Vázquez - Luis
- Fernando Delgado	- Anselmo
- Lina Canalejas	- Angélica
- María Clara Fernández de Loaysa	- Angélica (jovem)
- Lola Cardona	.	- tia Pilar
- Pedro Sempson	- pai de Luis
- Julieta Serrano	- tia Nun
- Encarna Paso		- mãe de Luis
- Josefina Díaz